# Radio Bremen
Радио Бремена (Radio Bremen) — некоммерческое государственное учреждение с правом самоуправления.

## Телевещательная деятельность учреждения
Учреждение ведёт или вело:
- с 1954 года — вещание по немецкой 1-й телепрограмме[10] в Германии (телепрограмме «Дас Эрсте» («Das Erste»)) (совместно с вещательными организациями других земель);
- в 1958—1993 гг. — бременские местные передачи по немецкой 1-й телепрограмме в земле Бремен («НДР/РБ фор ахт им Эрсте» («NDR/RB vor acht im Erste»));
- с 1 июня 1961 года до 31 марта 1963 года — вещание по немецкой 2-й телепрограмме[11] (совместно вещательными организациями других земель);
- в 1981—1999 гг. — совместные дополуденные передачи по немецким 1-й и 2-й телепрограммам (совместно с вещательными организациями других земель и Вторым германским телевидением);
- с 2005 года — вещание по бременской 3-й телепрограмме (телепрограмме «Радио Бремен ТВ» («Radio Bremen TV»));
- с 4 января 1965 до 2005 года — вещание по северо-германско-берлинско-бременской 3-й телепрограмме (телепрограмме «Норд 3» (Nord 3)) (совместно с Радиостанцией Свободного Берлина и Северно-Германским радио);
- в 1970—1980 гг. в летний период — вещание по большой северо-западно-германской 3-й телепрограмме (совместно с Северо-Германское радио, Западно-Германское радио и Радиостанция Свободного Берлина, реже также с Гессенским радио);
- с 1 декабря 1993 года — вещание по международной[12] телепрограмме «3 Зат» («3sat») (совместно с вещательными организациями других земель, Вторым германским телевидением и Швейцарским обществом радиовещания и телевидения);
- с 29 марта 1986 года — вещание по международной телепрограмме «Арте» («Arte») (совместно с вещательными организациями других земель, Вторым германским телевидением, компанией «Арте Франс» и группой экономических интересов «Арте»), до 30 ноября 1993 года называвшейся «АйнсПлюс»;
- с 30 августа 1997 года — вещание по немецкой информационной телепрограмме «Тагессшау 24» («tagesschau24») (совместно с вещательными организациями других земель), до 30 апреля 2012 года называвшейся «АнйсЭстра» (EinsExtra);
- с 30 августа 1997 года — вещание по немецкой молодёжной телепрограмме «Ван» («One») (совместно с вещательными организациями других земель), до 3 сентября 2016 года называвшейся «АйнсФестиваль» (EinsFestival);
- с 1 января 1997 года — вещание по немецкой детской телепрограмме телепрограмме «КИКА» («KiKA») (совместно с вещательными организациями других земель и Вторым германским телевидением) — общегосударственной, детской;
- с 7 апреля 1997 года — вещание по немецкой парламентской телепрограмме «Феникс» («Phoenix») (совместно с вещательными организациями других земель и Вторым германским телевидением).

## Радиовещательная деятельность учреждения
Учреждение ведёт или вело:
- с 1948 года — вещание по бременской 1-й (информационной, общественно-политической и художественной) радиопрограмме (радиопрограмме «Бремен Айнс» («Bremen Eins»)), звучащей на ультракоротких, а до 21 апреля 2010 года также и на средних волнах[13];
- с 1986 года — вещание по бременской 4-й (информационно-музыкальной) радиопрограмме (радиопрограмме «Бремен Фир» («Bremen Vier»)), звучащей на ультракоротких волнах;
- в 1952—2001 и с 2017 года — вещание по бременской по 2-й (информационной и художественной) радиопрограмме (радиопрограмме «Бремен Цвай» («Bremen Zwei»)), звучащей на ультракоротких волнах;
- в 2001—2017 гг. совместно с Северно-Германским радио — передачи по 2-й радиопрограмме в земле Бремен и северо-восточной части округ Везер-Эмс, западных частях округов Люнебург и Ганновер (радиопрограмме «Нордвестрадио» («Nordwestradio»)), звучащей на ультракоротких волнах;
- с 1989 года — вечерние передачи по бременской 5-й радиопрограмме («Бремен Фюнф» («Bremen Fünf»)), звучащей на ультракоротких волнах;
- с 2001 года — вещание по берлинско-бранденбургско-бременско-западно-германской радиопрограмме для иммигрантов «КОСМО» («COSMO») (совместно с Радио Берлина и Бранденбурга и Западно-Германским радио), звучащей на ультракоротких волнах;
- в 1964—2001 гг. — вещание по бременской 3-й (информационной и художественной) радиопрограмме в земле Бремен (радиопрограмме «Бремен Драй» («Bremen Drei»)), звучащей на ультракоротких волнах.
- с 22 апреля 2010 году — вещание по бременской молодёжной радиопрограмме «Бремен Некст» («Bremen Next»), звучащей на ультракоротких волнах по системе «ДАБ»;

## Деятельность учреждения в Интернете
Учреждение ведёт в Интернете:
- Сайт «radiobremen.de»;
- Страницу Radio Bremen на сайте «youtube.com»;
- Страницу Radio Bremen на сайте «facebook.com»;
- Страницу Radio Bremen на сайте «twitter.com».

Учреждение поставляет материалы для:
- Ведение страницы «Новости» сайта «ард.де»;
- Ведения сайта «тагессшау.де»;
- С 30 сентября 2016 года для ведения сайта «функ.нет»;
- Ведения страницы «Тагесшау» на сайте «youtube.com»;
- Ведения страницы «Тагесшау» на сайте «facebook.com»;
- Ведения страницы «Тагесшау» на сайте «twitter.com».

## Учредители
Учредителем организации является земля Германии Бремен

## Руководство
Руководство учреждением осуществляют:
- Совет Радио Бремена (RB-Rundfunkrat), не более 10 членов которого назначаются городским собранием представителей и 29 - массовыми организациями[14] Архивная копия от 3 августа 2016 на Wayback Machine.
- Правление (Verwaltungsrat), назначавшееся Советом Радио Бремена;
- Директор (Intendant), назначавшийся Советом Радио Бремена.

## Подразделения
- Главная редакция
  - Regionalredaktion buten un binnen
  - Отдел новостей
  - Отдел спорта
- Дирекция программ
  - Gehobene Angebote
    - Bremen Zwei
    - COSMO

  - Service
    - Bremen Eins

  - Junge Angebote
    - Bremen Vier
    - Bremen NEXT[15]
- На правах подразделений Центрально-Германского радио действуют часть местных бюро организации по сбору абонемента «АРД ЦДФ Дойчландрадио Байтрагссервис» (ARD ZDF Deutschlandradio Beitragsservice) расположенные на территории земли Бремен.

## Финансирование
В среднем 86 % расходов покрывается за счёт абонемента (Rundfunkgebühr), собираемого организацией «АРД ЦДФ Дойчландрадио Байтрагссервис» со всех немецких граждан и иностранцев, постоянно-проживающих на территории Германии, владеющих радиоприёмниками и (или) телевизорами, после чего собранные средства разделяется между ARD, ZDF и Deutschlandradio, а затем уже внутри ARD разделяются между вещательными организациями отдельных земель, в среднем 2 % — за счёт доходов от продажи рекламного времени в 1-й телепрограмме компанией «АРД Вербунг сэйлс энд сервисес» и рекламного времени в радиопрограммах компанией «АС энд С Радио».

## Членство
C 1952 года учреждение является членом международной организации «Европейский союз радиовещания».

## Активы
Учреждению принадлежит:
- Бременский радиодом (Funkhaus Bremen).

Радио Бремена является единственным участником общества с ограниченной ответственностью «Бремедиа Продакшн» (Bremedia Produktion GmbH) — организации осуществляющей продажу рекламного времени между телепередачами и радиопередачами передаваемыми RB, заказ производства телефильмов и телесериалов, продажу их другим телеорганизациям, заказ их записи на лазерные диски, лицензирования создания художественных произведений (книг, фильмов) по их мотивам, в 2020 году к обществу было присоединено Общество с ограниченной ответственностью «Радио Бремен Медиа» (Radio Bremen Media GmbH), является участником следующих обществ с ограниченной ответственностью:
- «Дегето Фильм» (Degeto Film GmbH);
- «АРД Медиа» (ARD Media GmbH).

## Цифровое вещание RB

### Цифровое телевидение RB
Эфирное:
- Региональный мультиплекс ARD в Бремене включает в себя NDR Fernsehen, WDR Fernsehen, hr fernsehen, MDR Fernsehen[17]

Спутниковое:
- Транспондер 12422 Гц (спутниковое Astra 1M) — Radio Bermen TV и WDR Fernsehen HD
- Транспондер 12266 Гц (спутник Astra 1M) — Bremen Eins, Bremen Zwei, Bremen Vier и другие немецкие региональные общественные радиостанции, а также телеканалы SR Fernsehen и BR Alpha[18]

### Цифровое радио RB
- Мультиплекс 7B включает в себя Bremen Eins, Bremen Vier, Nordwestradio, Bremen Next, NDR Info, KiRaKa[19]